# Plagiodontia
A Plagiodontia az emlősök (Mammalia) osztályának a rágcsálók (Rodentia) rendjébe, ezen belül a hutiák (Capromyidae) családjába tartozó nem.

## Rendszerezés
A nembe az alábbi 3 faj tartozik:
- hispaniolai hutia (Plagiodontia aedium) F. Cuvier, 1836 - típusfaj
- Plagiodontia araeum Ray, 1964 – kihalt, egykor Hispaniola szigetén élt
- Plagiodontia ipnaeum Johnson, 1948 – kihalt, egykor Hispaniola szigetén élt

Az alábbi faj, csak kövületekből ismert:
- Plagiodontia spelaeum Miller, 1929